# Will Mannion
William John Mannion (5 de mayo de 1998), más conocido como Will Mannion, es un futbolista que se desenvuelve en la posición de portero y juega para el Cambridge United F. C. de la League One.

## Carrera
En julio de 2016 se unió a las filas del Hull City A. F. C., entonces equipo de la Premier League, por tres años proveniente del A. F. C. Wimbledon. Su primer año en los Tigres los jugó en el filial y fue portero suplente en la Carabao Cup en la que llegó a debutar en la derrota por dos a cero contra el Doncaster Rovers.
En noviembre de 2017 fue cedido al Plymouth Argyle que esa temporada sufrió las lesiones de cinco porteros. Al final de la cesión solo jugó un partido.
Al inicio de la siguiente temporada el Hull lo volvió a ceder al Aldershot Town F. C. de la National League, quinta liga más importante del país, en un contrato de seis meses que luego serían ampliados otros seis.
Al terminar esa temporada el Hull City renovó su contrato por un año más y lo cedió al Kidderminster Harriers de la National League North, sexta liga más importante del Reino Unido.
Con el descenso del Hull City, el club inglés decidió liberar a cuatro jugadores entre los que se encontraba él.
El 13 de agosto de 2020 fichó por el Pafos F. C. de la Primera División de Chipre. Un año después regresó al fútbol inglés para jugar en el Cambridge United F. C.